# 광주시의 향토문화유산
광주시의 향토문화유산은 조성·형성·건설된 지 50년 이상이 지난 것으로서 광주시 내에 있는 국가지정문화재, 경기도 지정문화재, 문화재자료로 지정·관리되지 아니하는 문화재 중 학술적·예술적·역사적 또는 경관적 가치가 크고, 보호함으로써 향토문화의 보존에 기여한다고 인정하여 광주시장이 지정한 문화재를 말하며, 그 유형은 다음 각 호와 같다.
1. 유형문화유산 : 건조물·전적·서적·고문서·회화·조각·공예품 등 문화적 소산
2. 무형문화유산 : 연극·음악·무용·공예기술 등 무형의 문화적 소산
3. 기념물 : 패총·고분·성지·연지·궁지·요지·유물포함층 등의 사적지와 경승지로서 예술적·경관적 가치가 크거나 동물(그 서식지·번식지·도래지를 포함한다)·식물(그 자생지를 포함한다)·광물·동굴 등
4. 민속자료 : 의식주·생업·신앙·년중 행사 등에 관한 민속·관습과 이에 사용되는 의복·기구·가옥 등
5. 근대문화유산 : 건설·제작·형성된 후 50년 이상이 지난 것으로서 역사, 문화, 예술, 사회, 경제, 종교, 생활 등 각 분야에서 기념이 되거나 지역의 역사·문화적 배경이 되고 널리 알려진 것 또는 시장이 긴급한 보호조치가 필요하다고 인정하는 것 중 제1호부터 제4호에 해당되지 않으며 문화재청장이 등록문화재로 지정하지 않은 것

## 지정 목록

### 유형
| 번호 | 그림 | 명칭                                               | 소재지                        | 소유자 (관리자)          | 지정·해제일자         | 비고 |
| ---- | ---- | -------------------------------------------------- | ----------------------------- | ------------------------ | --------------------- | ---- |
| 1호  |      | 정충묘                                             | 광주시 초월읍 대쌍령리 산87-1 | 광주시장                 | 2008년 4월 21일 지정  |      |
| 2호  |      | 정뇌경 묘지석 및 함                                | 광주시 장지동 675-3           | 온양정씨충정공파 종중    | 2008년 4월 21일 지정  |      |
| 3호  |      | 광산김씨 직제학공파 김약시·김췌 묘역내 묘표·문인석 | 광주시 곤지암읍 삼합리 산50-1 | 광산김씨직제공파종중     | 2008년 12월 4일 지정  |      |
| 4호  |      | 이극증 묘역 내 석물                                | 광주시 초월읍 지월리 산37     | 광주이씨광천부원군파종중 | 2011년 7월 26일 지정  |      |
| 5호  |      | 이택재 (麗澤齋)                                    | 광주시 중대동 197-2           | 광주안씨광양군파종중     | 2013년 10월 16일 지정 |      |

### 무형
| 번호 | 그림 | 명칭                      | 소재지                          | 소유자 (관리자)  | 지정·해제일자        | 비고 |
| ---- | ---- | ------------------------- | ------------------------------- | ---------------- | -------------------- | ---- |
| 1호  |      | 숭렬전 제향 (崇烈殿 祭享) | 광주시 남한산성면 산성리 717    | 광주시           | 2008년 4월 21일 지정 |      |
| 2호  |      | 현절사 제향 (顯節祠 祭享) | 광주시 남한산성면 산성리 310-1  | 광주시           | 2008년 4월 21일 지정 |      |
| 3호  |      | 광주 광지원 농악          | 광주시 남한산성면 광지원리 일대 | 광지원농악보존회 | 2011년 7월 26일 지정 |      |

### 기념물
| 번호 | 그림 | 명칭                               | 소재지                               | 소유자 (관리자)      | 지정·해제일자                                                     | 비고 |
| ---- | ---- | ---------------------------------- | ------------------------------------ | -------------------- | ----------------------------------------------------------------- | ---- |
| 1호  |      | 산이리 지석묘                      | 광주시 초월읍 산이리 236-1           |                      | 2008년 4월 21일 지정                                              |      |
| 2호  |      | 백인대 (白仞臺)                    | 광주시 곤지암읍 열미리 산174         | 광주시               | 2008년 4월 21일 지정                                              |      |
| 3호  |      | 사옹원 분원리 석비군               | 광주시 남종면 분원리 116             | 광주시               | 2008년 4월 21일 지정                                              |      |
| 4호  |      | 신남성 동・서돈대                  | 광주시 중부면 산성리 산1번지 일원    |                      | 2008년 4월 21일 지정, 2015년 10월 12일 해제, 남한산성에 추가 지정 |      |
| 5호  |      | 남옹성 무인각석 (남옹성 戊寅刻石)  | 광주시 남한산성면 검복리 산137       | 광주시               | 2008년 4월 21일 지정                                              |      |
| 6호  |      | 서흔남 묘비 (徐欣南 墓碑)          | 광주시 남한산성면 산성리 124-1       | 광주시               | 2008년 4월 21일 지정                                              |      |
| 7호  |      | 탁지부측량소삼각점                 | 광주시 남한산성면 산성리 815-1       | 광주시               | 2008년 4월 21일 지정                                              |      |
| 8호  |      | 여성제 묘역 및 신도비              | 광주시 남종면 수청리 산101-10, 693-3 | 광주문화원           | 2011년 7월 26일 지정                                              |      |
| 9호  |      | 이손 묘역 및 신도비                | 광주시 초월읍 신월리 산22-1, 산22-2  | 광주이씨석탄공파종중 | 2011년 7월 26일 지정                                              |      |
| 10호 |      | 동래정씨 소평공파 종중묘역 및 석물 | 광주시 장지동 산62, 산64-1           | 동래정씨소평공파종중 | 2013년 10월 16일 지정                                             |      |
| 11호 |      | 선동리 고분군                      | 광주시 초월읍 선동리 302-21          | 광주시               | 2013년 10월 16일 지정                                             |      |

## 참고 문헌
- 광주시 홈페이지 - 고시/공고